# Lista de capacetes de combate

## Capacetes antigos

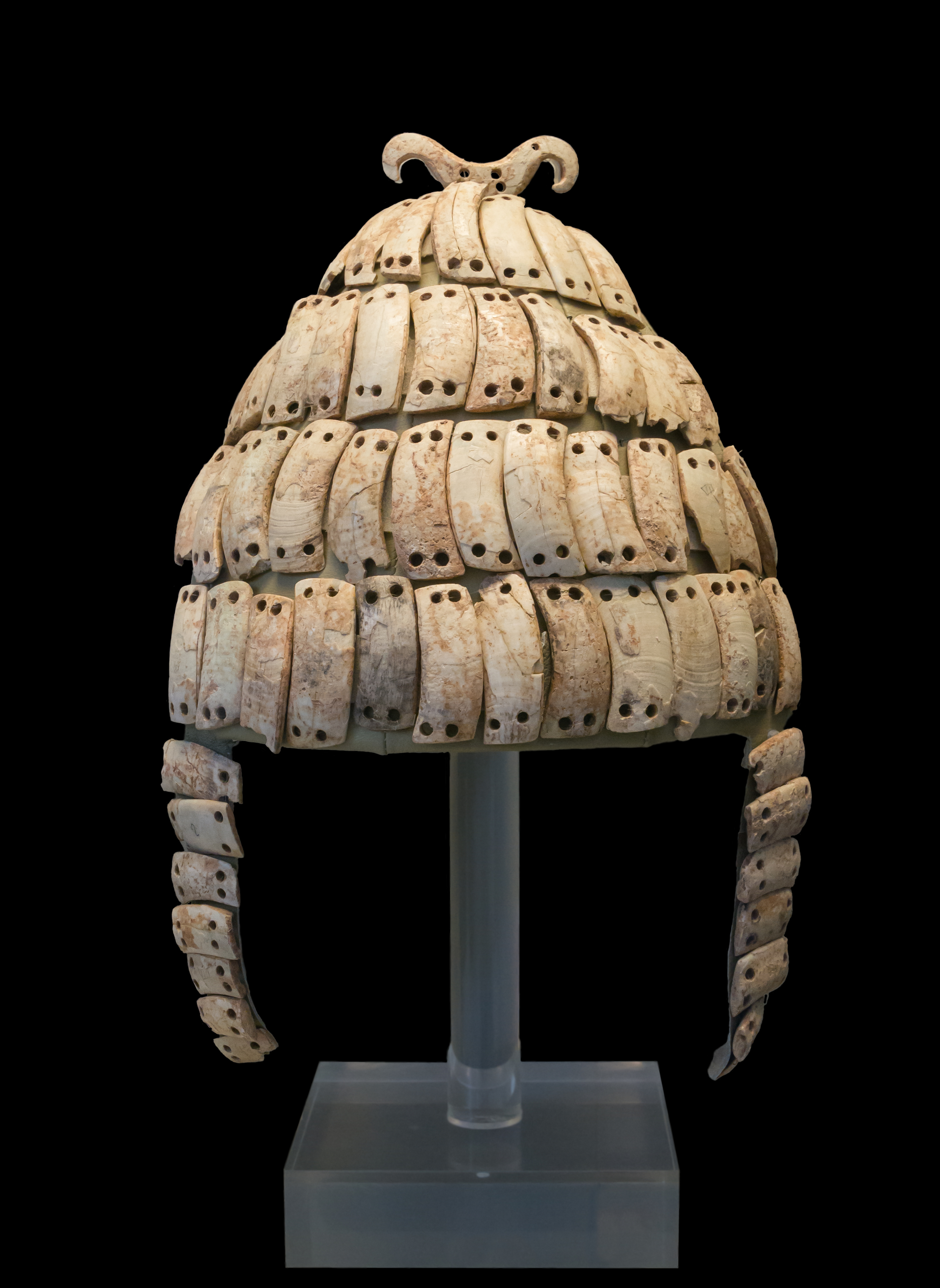
Capacete de presa de javali grego micênico, Micenas, século XIV a.C.
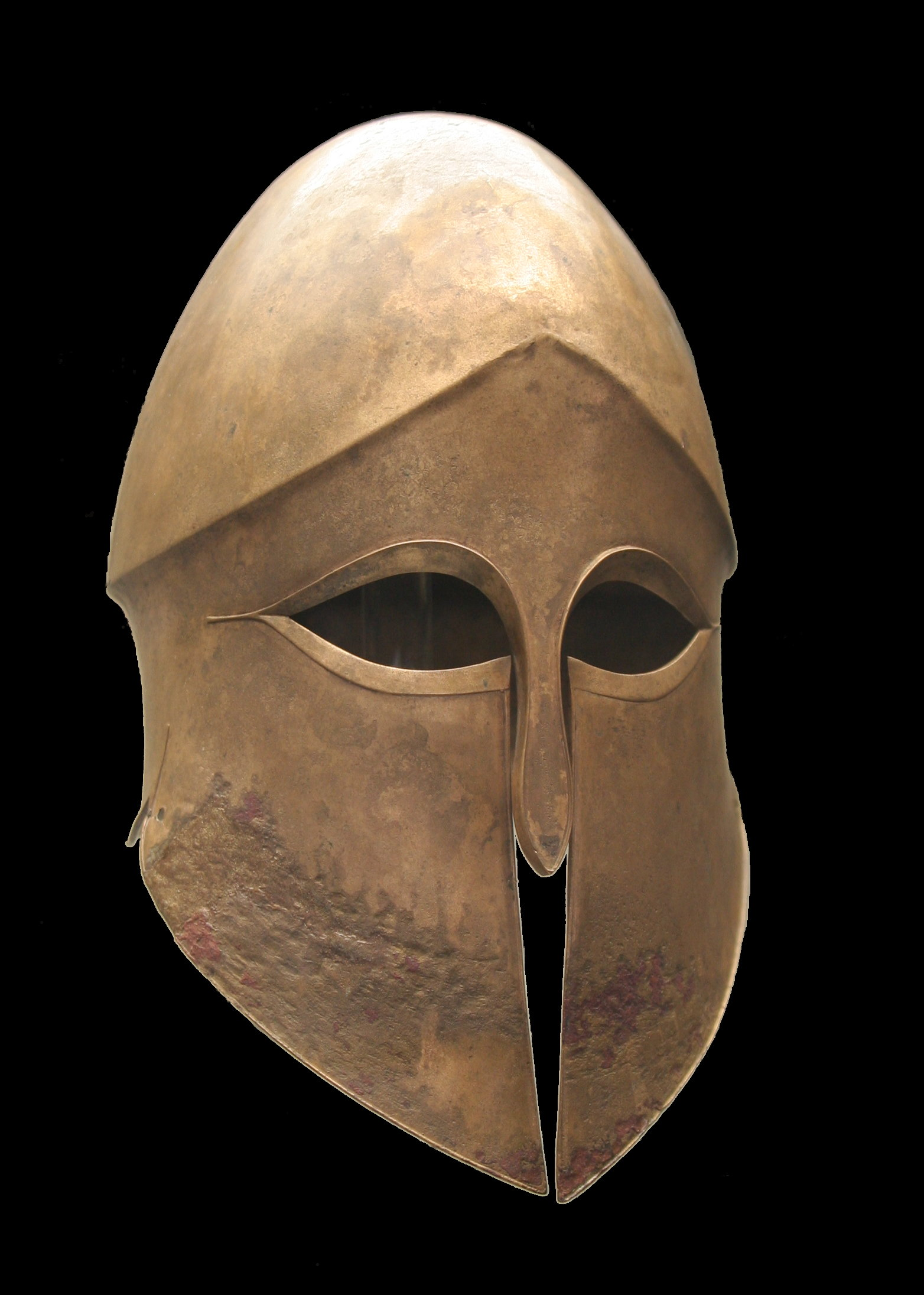
Capacete coríntio de bronze daGrécia Antiga, c. 500 aC, Coleções Estatais de Antiguidades.
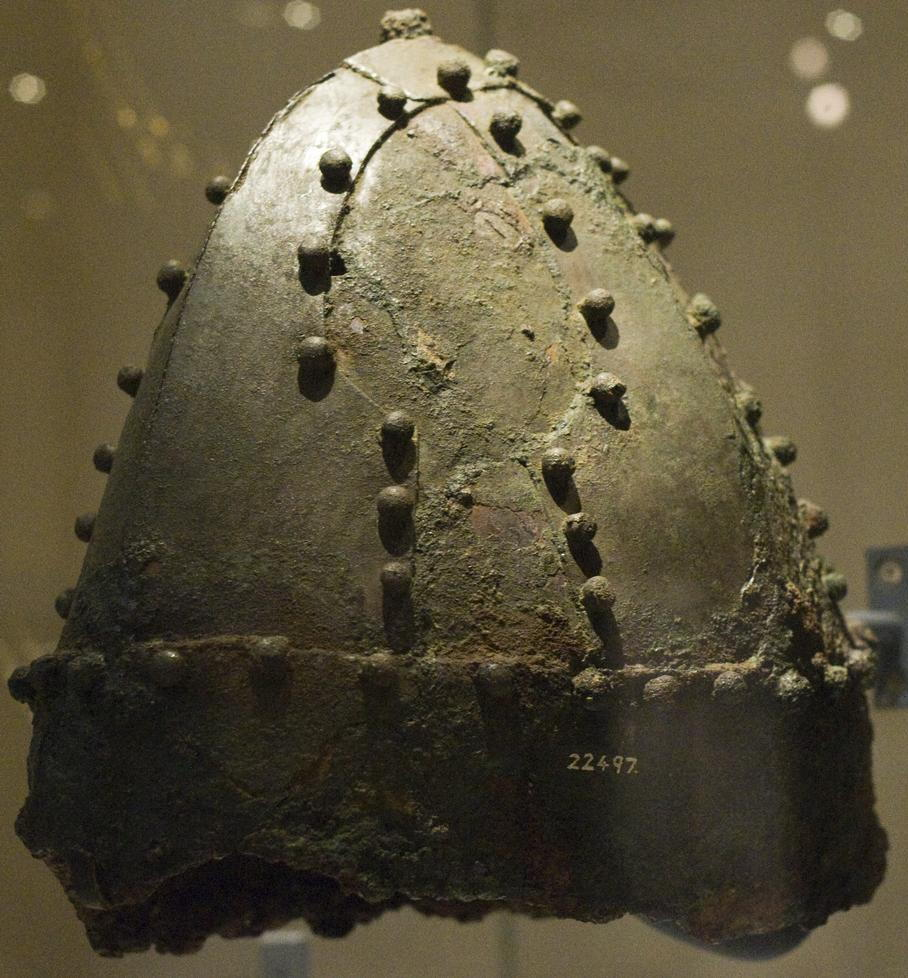
Capacete persa do exército sassânida.
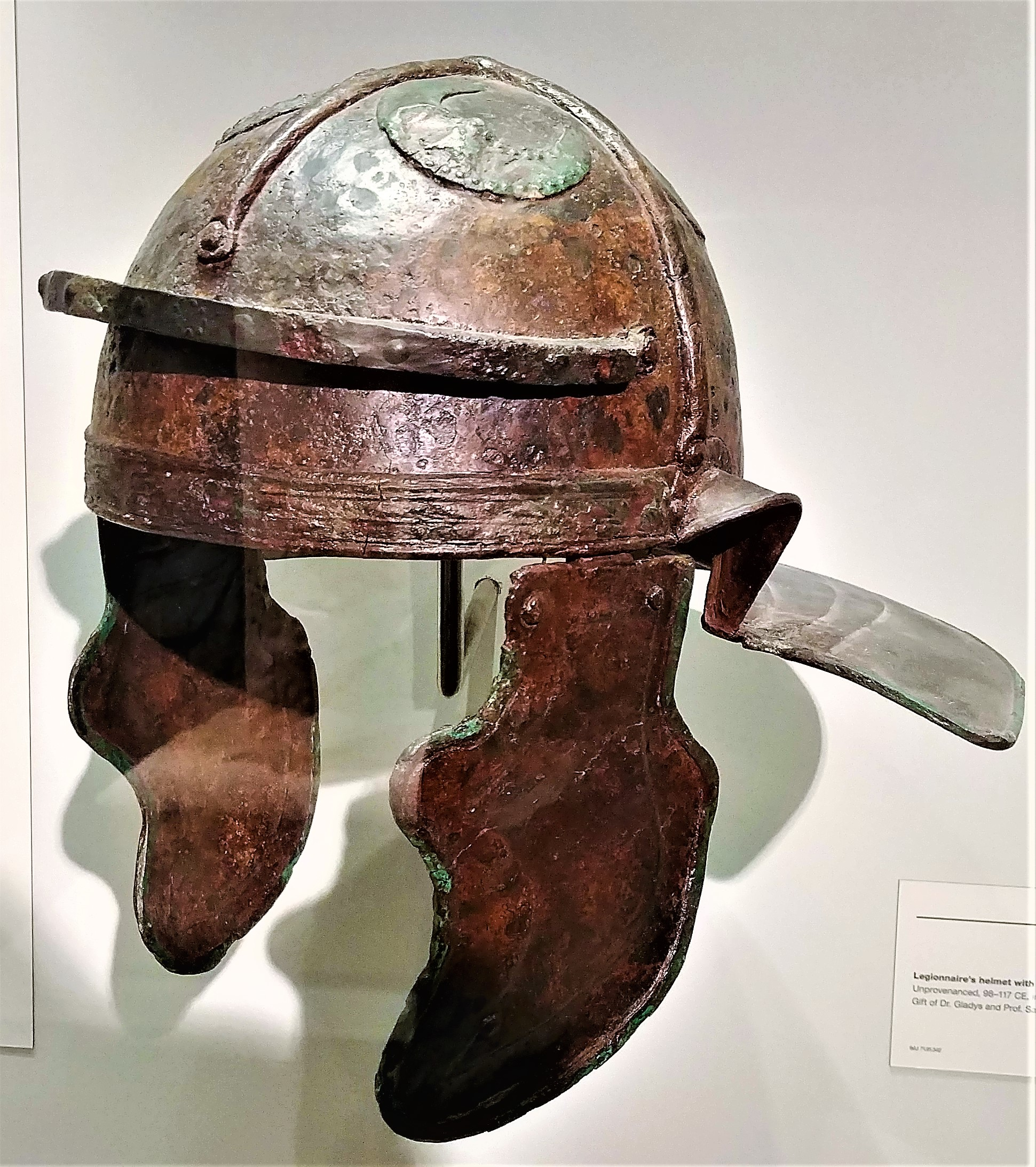
Capacete de legionário romano - galea.
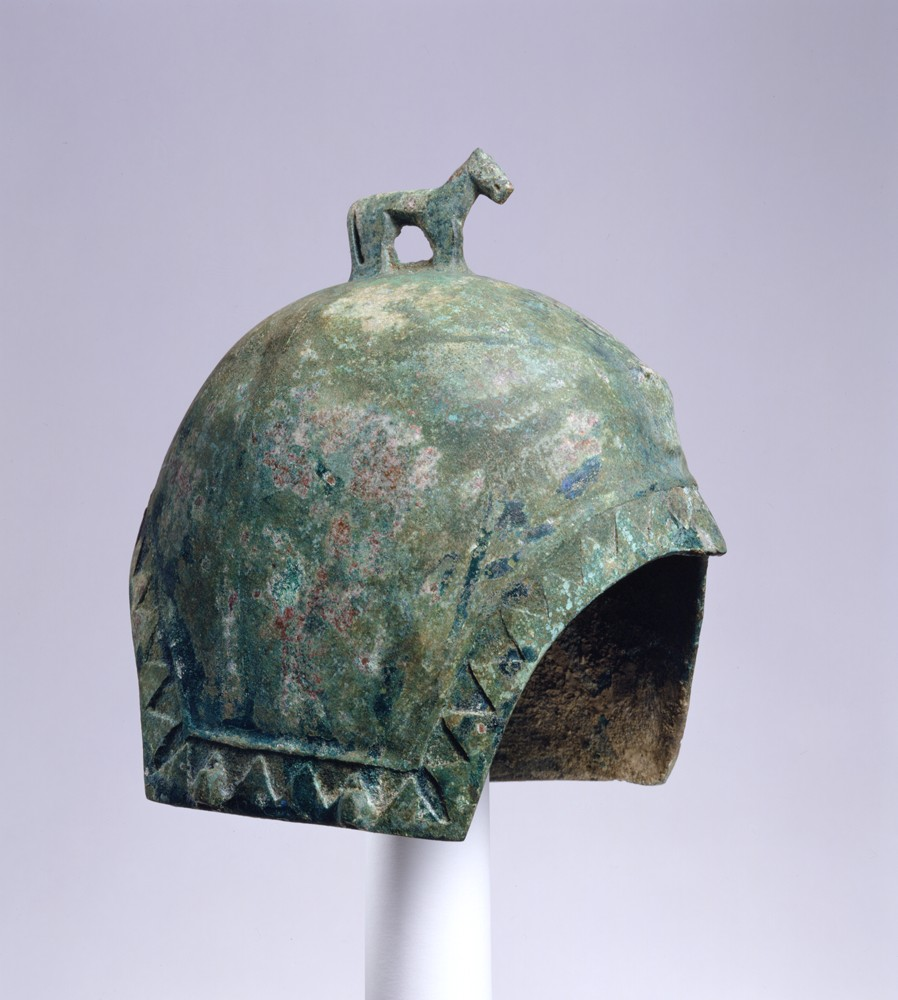
Antigo capacete chinês da dinastia Zhou.
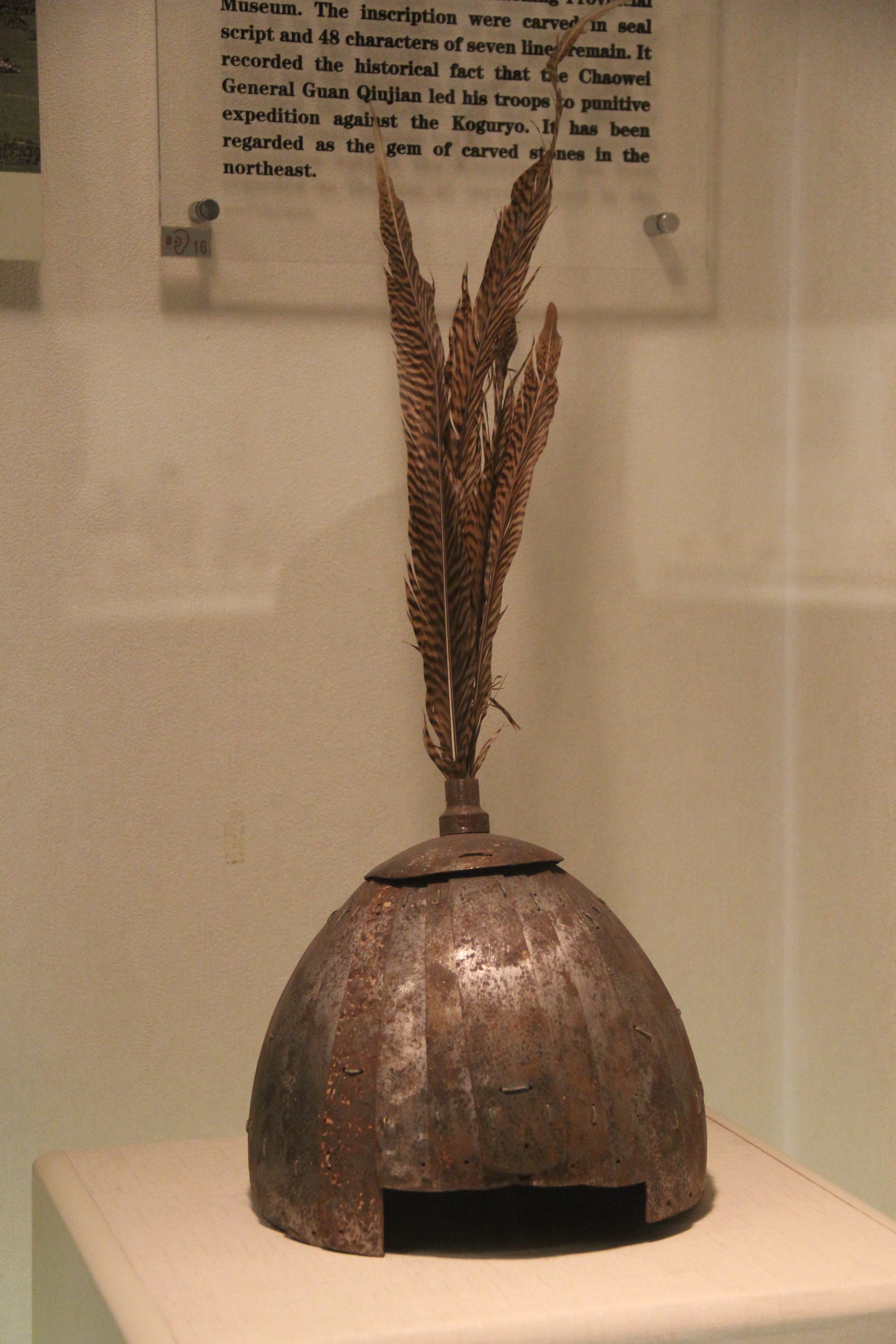
Capacete imperial chinês do período das dinastias do Norte e do Sul.

| Modelo                   | Origem                  | Usuários                                                                     |
| ------------------------ | ----------------------- | ---------------------------------------------------------------------------- |
| Capacete ático           |                         | Gregos antigos.                                                              |
| Elmo de presa de javali  | Século XVII a.C.        | Gregos micênicos até o século X a.C.                                         |
| Capacete beócio          |                         | Cavalaria grega antiga.                                                      |
| Capacete calcidiano      |                         | Gregos antigos.                                                              |
| Capacete coolus          |                         | Romanos antigos.                                                             |
| Capacete coríntio        |                         | Gregos antigos.                                                              |
| Capacete de disco e pino | c. 400 a.C.             | Antigos ilírios e venezianos do Adriático até 167 a.C.                       |
| Gálea                    |                         | Romanos antigos.                                                             |
| Capacete com chifres     | c. 1000 a.C.            | Europeus celtas até 700 d.C.                                                 |
| Capacete ilírio          |                         | Gregos antigos.                                                              |
| Capacete imperial        | Século I d.C. em diante | Império romano.                                                              |
| Capacete imperial chinês | Século I d.C.           | Dinastias imperiais chinesas.                                                |
| Capacete de cone         |                         | Gregos antigos.                                                              |
| Elmo de Negau            |                         | Antigos etruscos em Negau, na Eslovênia.                                     |
| Capacete Montefortino    |                         | Romanos antigos.                                                             |
| Píleo                    |                         | Gregos antigos.                                                              |
| Capacete de panela       |                         | Antigos ilírios.                                                             |
| Capacete frígio/trácio   | Século V a.C.           | Gregos antigos na Trácia, Dácia, Itália e Europa helenística até c. 200 d.C. |
| Zhou helmet              | Século VII a.C.         | Antigos chineses na dinastia Zhou.                                           |

## Medieval e moderno inicial

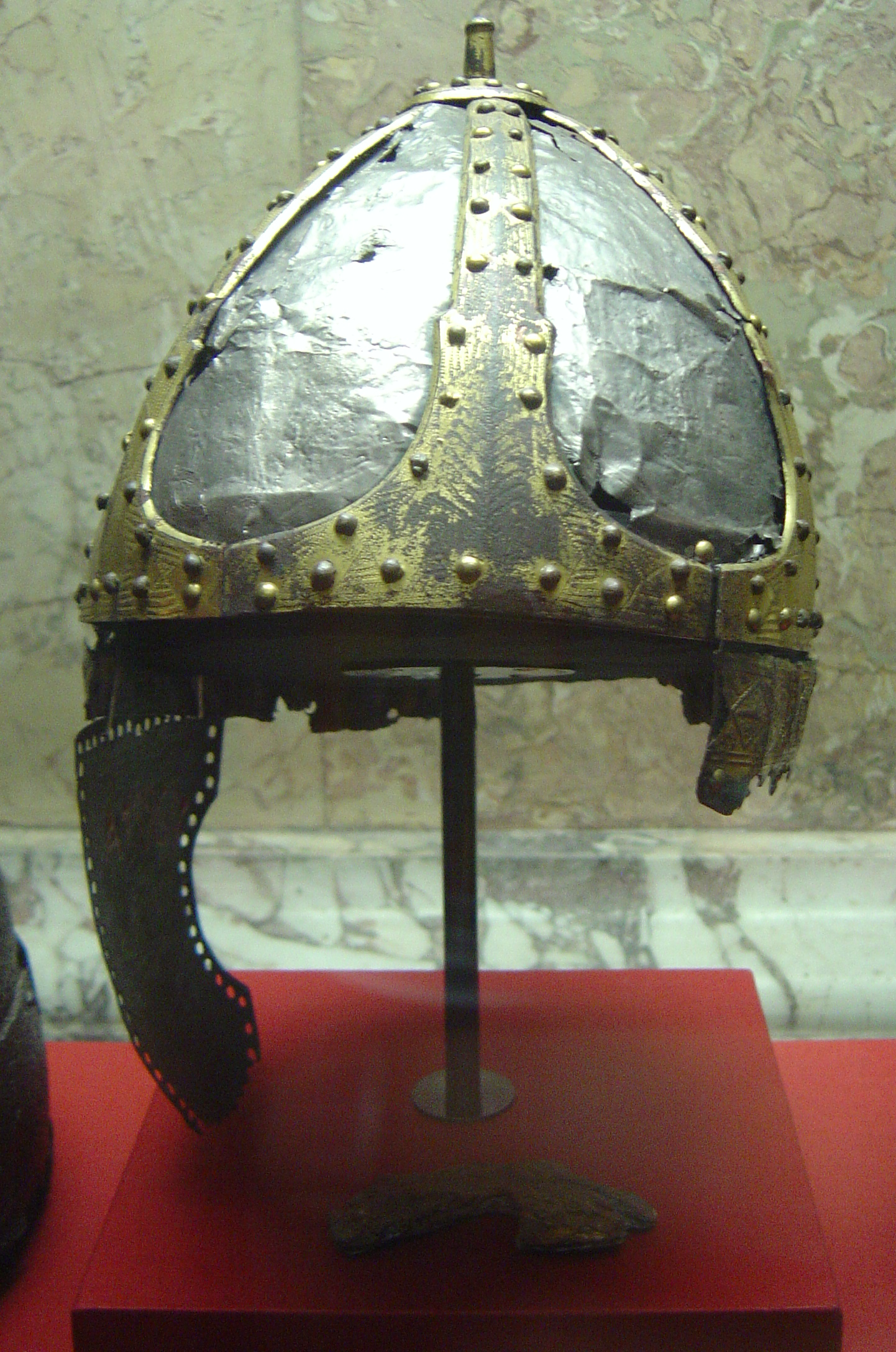
Spangenhelm do século VI.
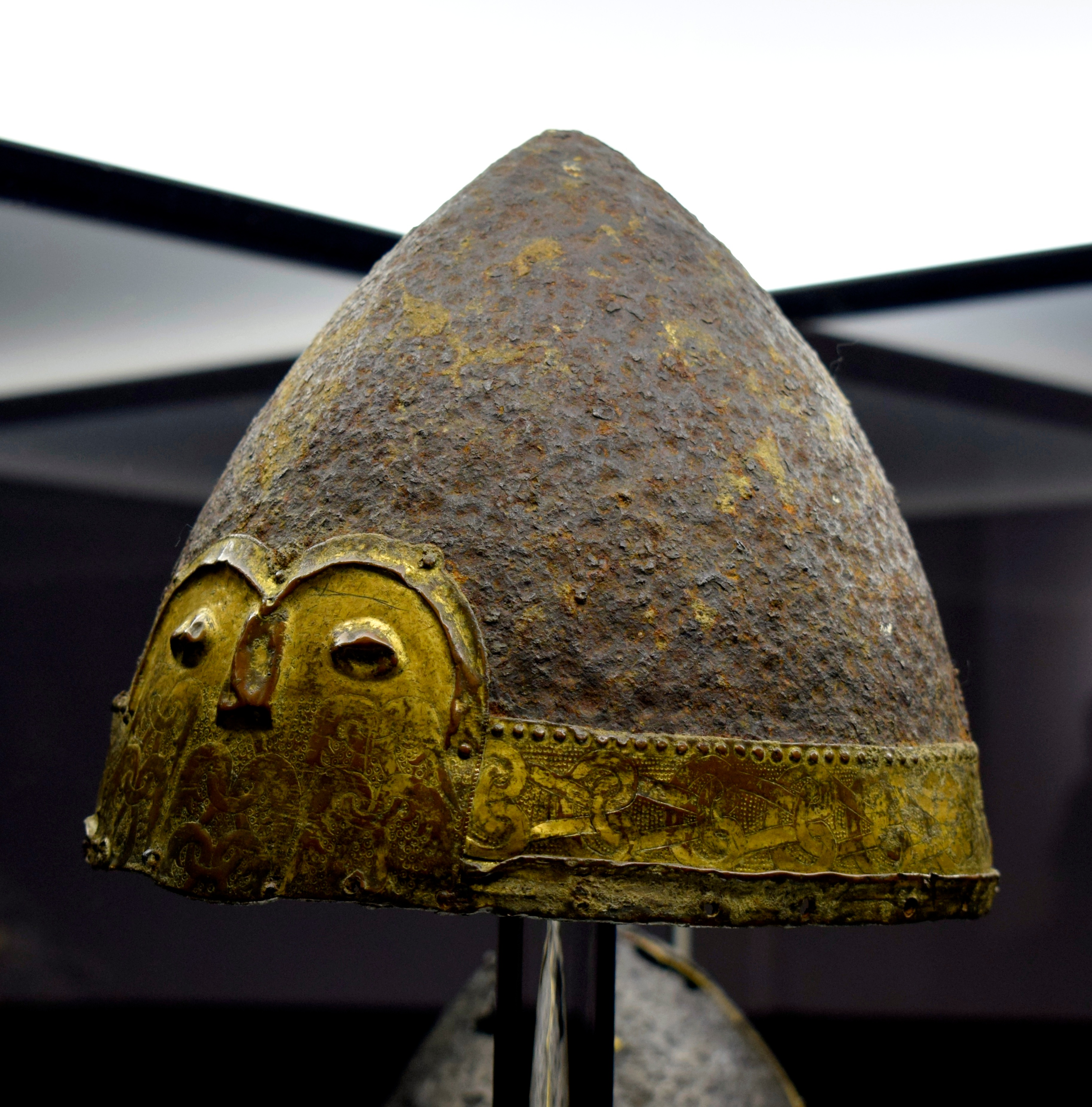
Capacete cônico da Europa Oriental do século XI.
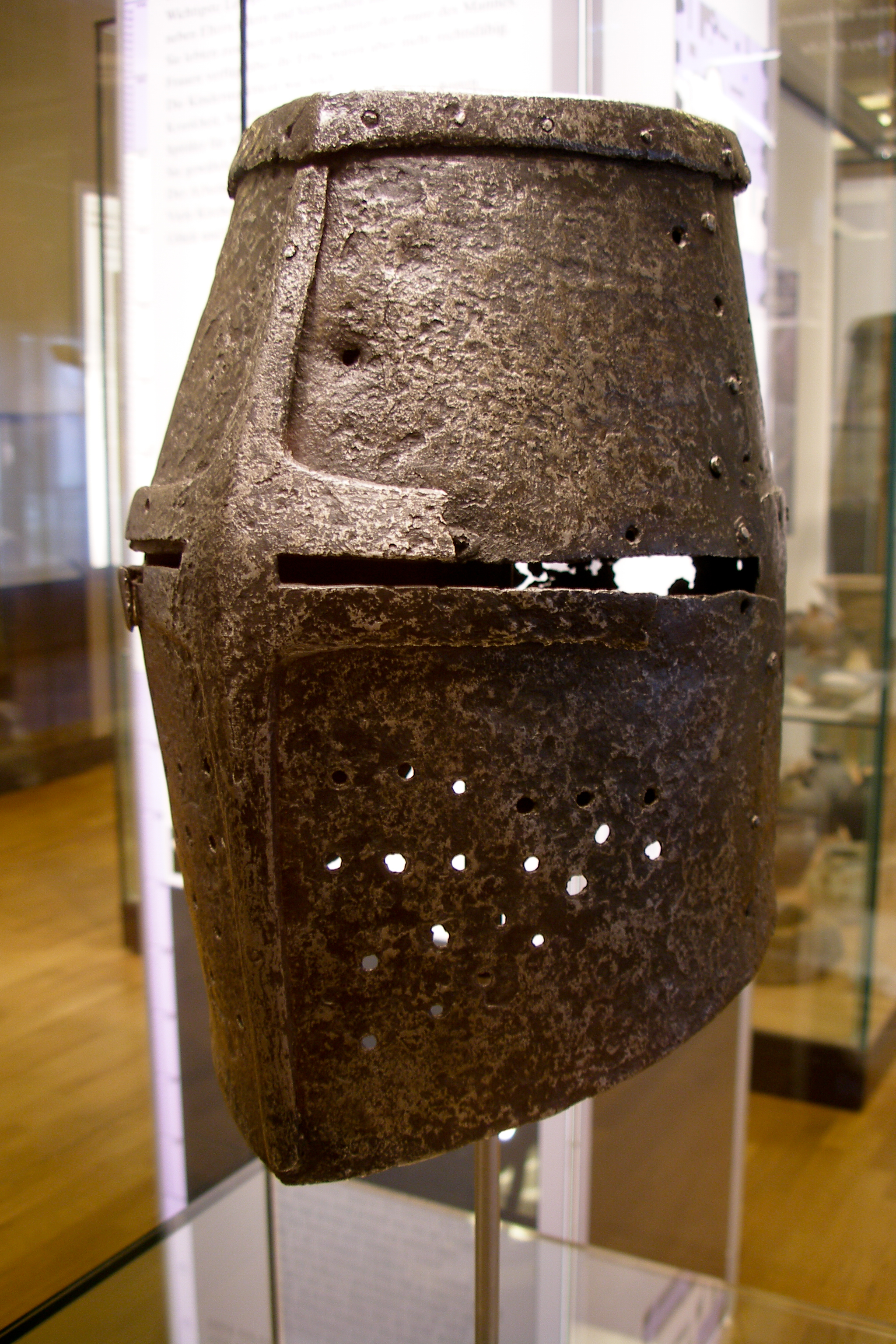
Grande elmo alemão do século XII ou XIII.
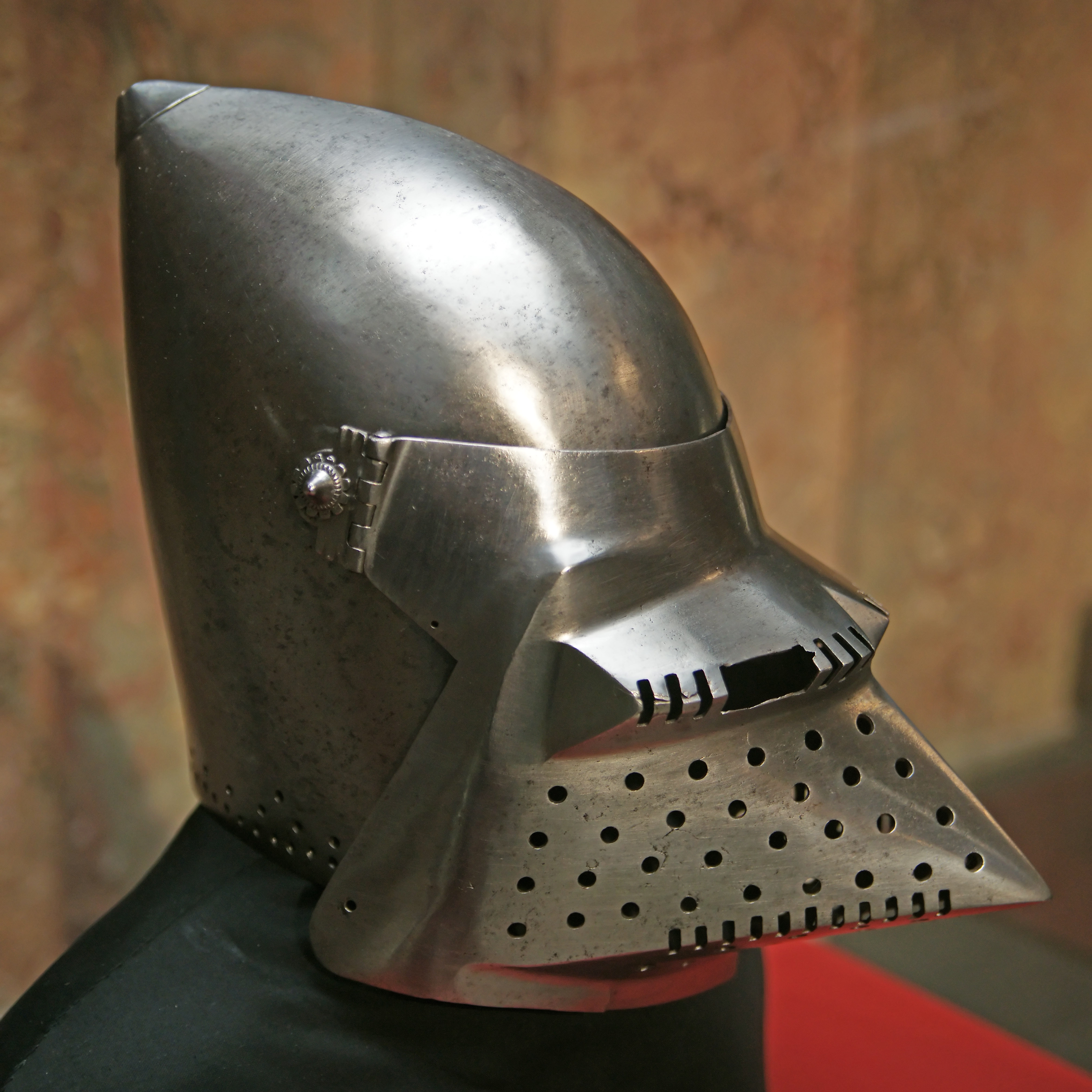
Bascinete italiano de aproximadamente 1400.
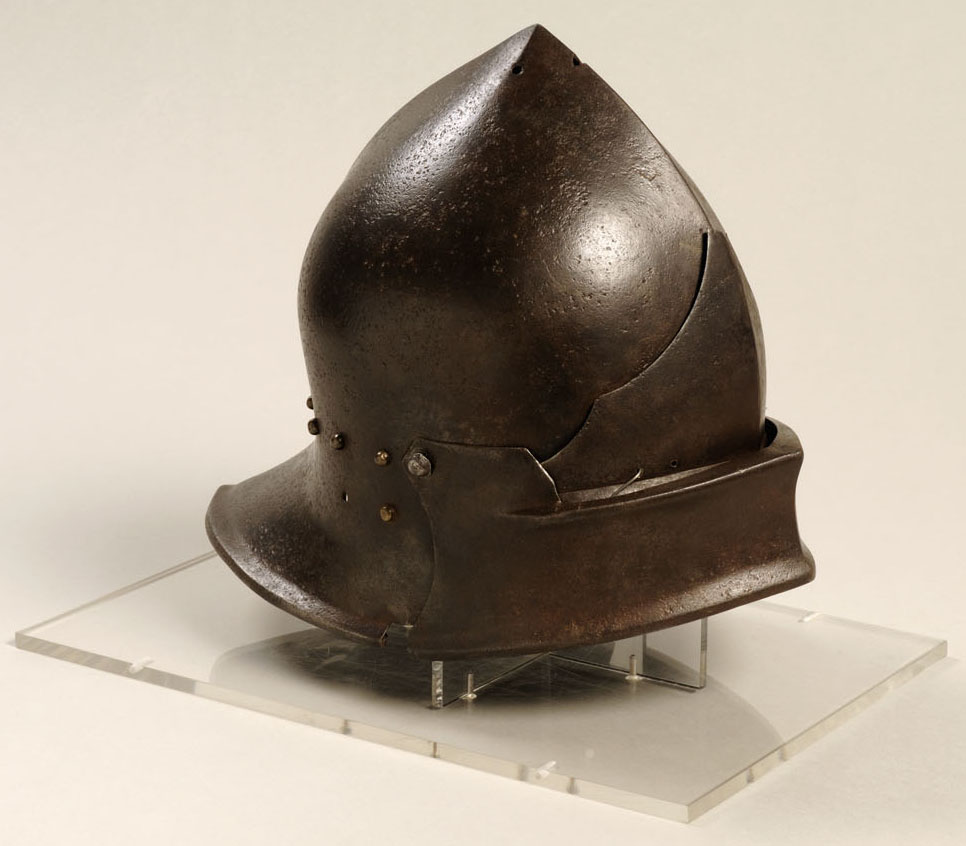
Sallet inglês do século XV.
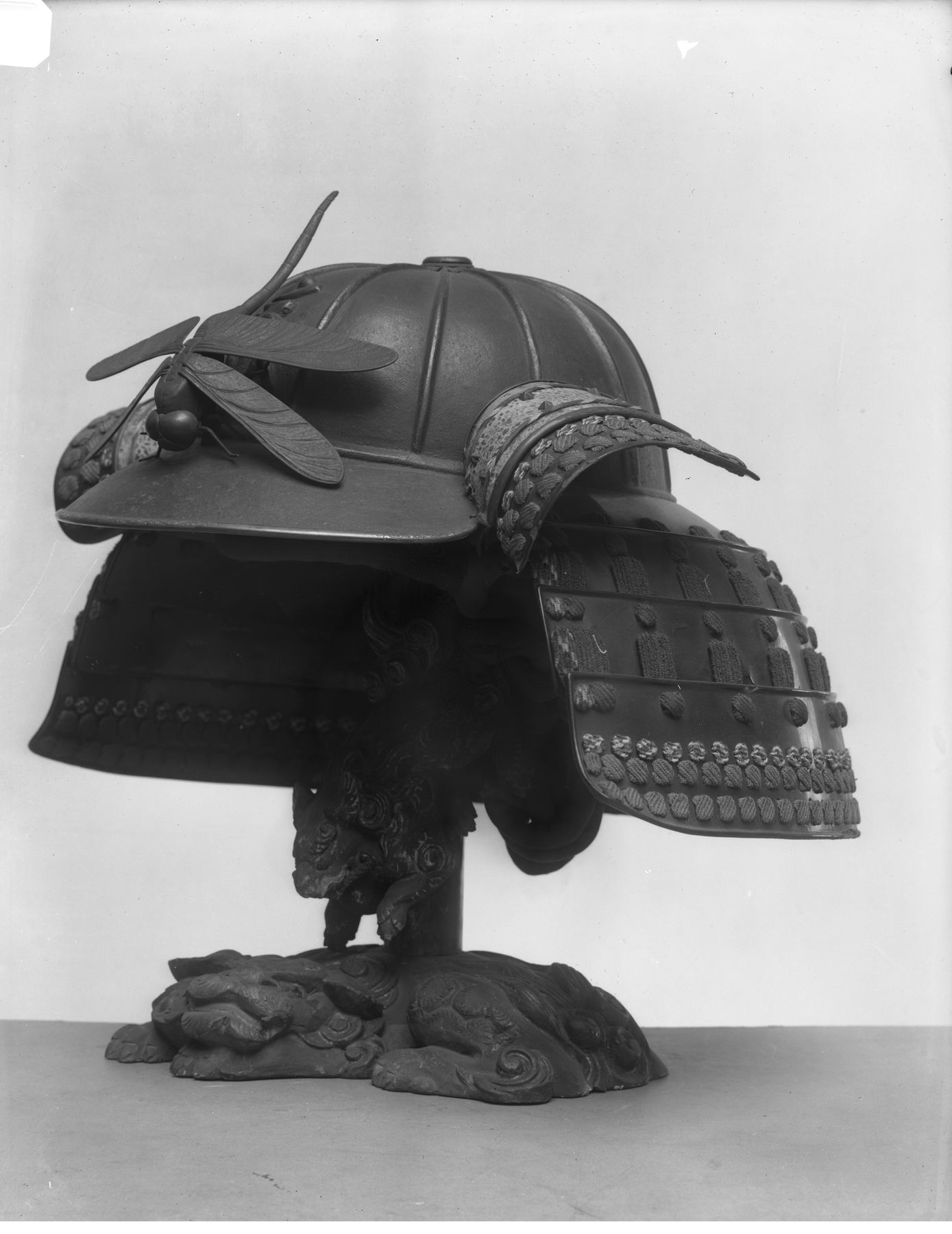
Capacete de samurai japonês ou kabuto; século XV ou XVI.
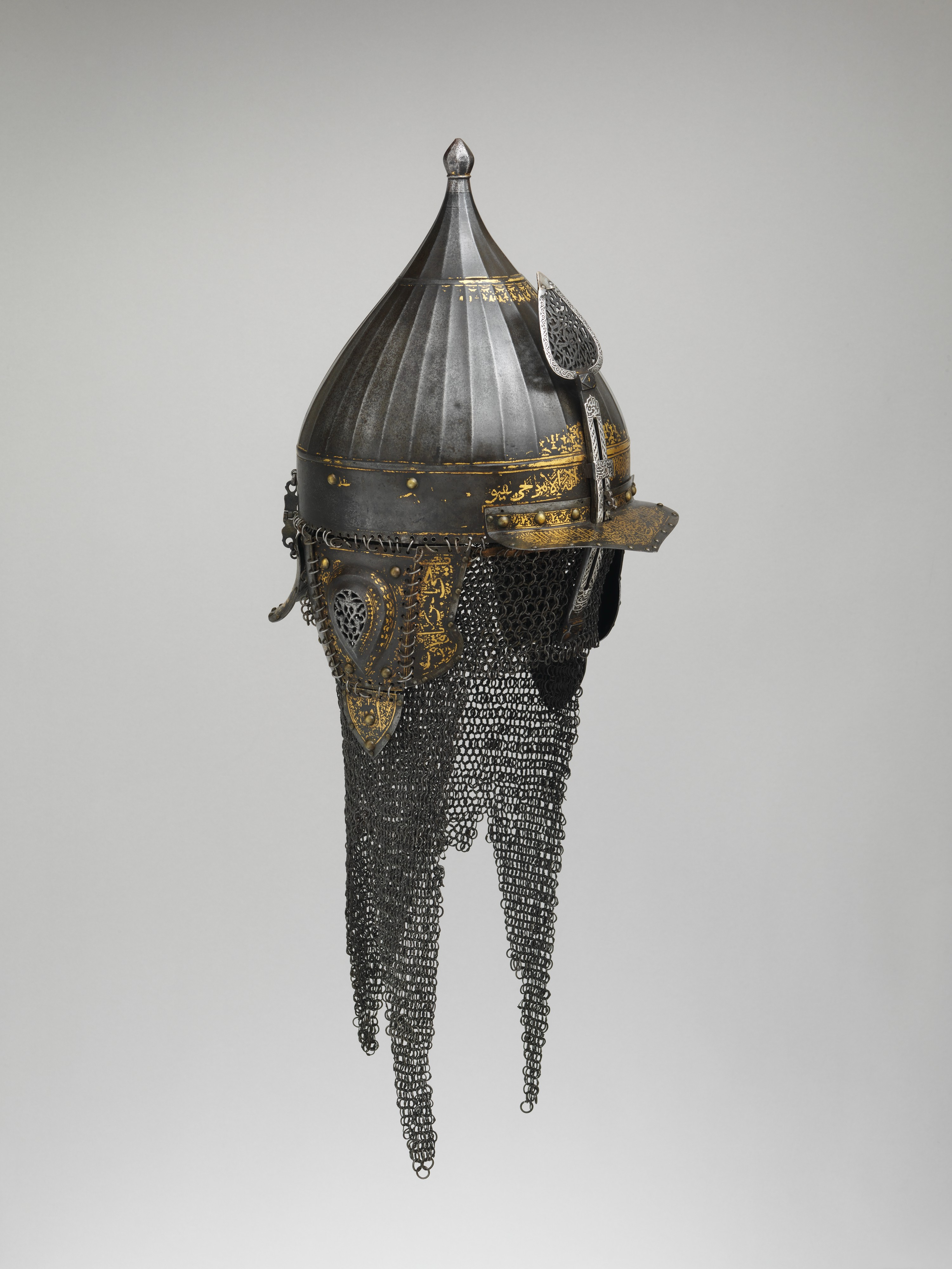
Zischägge otomano do século XVI.
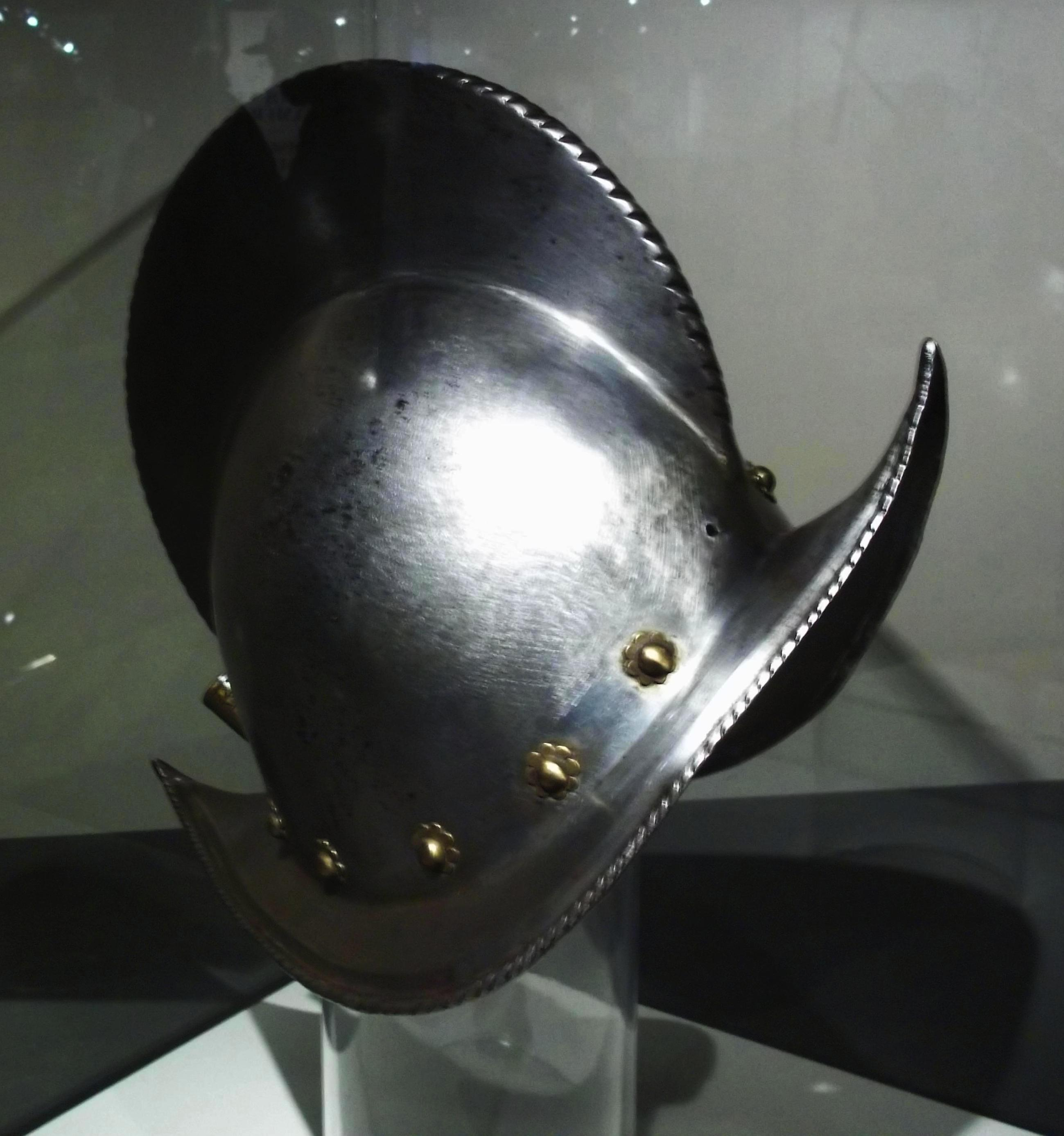
Morrião francês, século XVII.
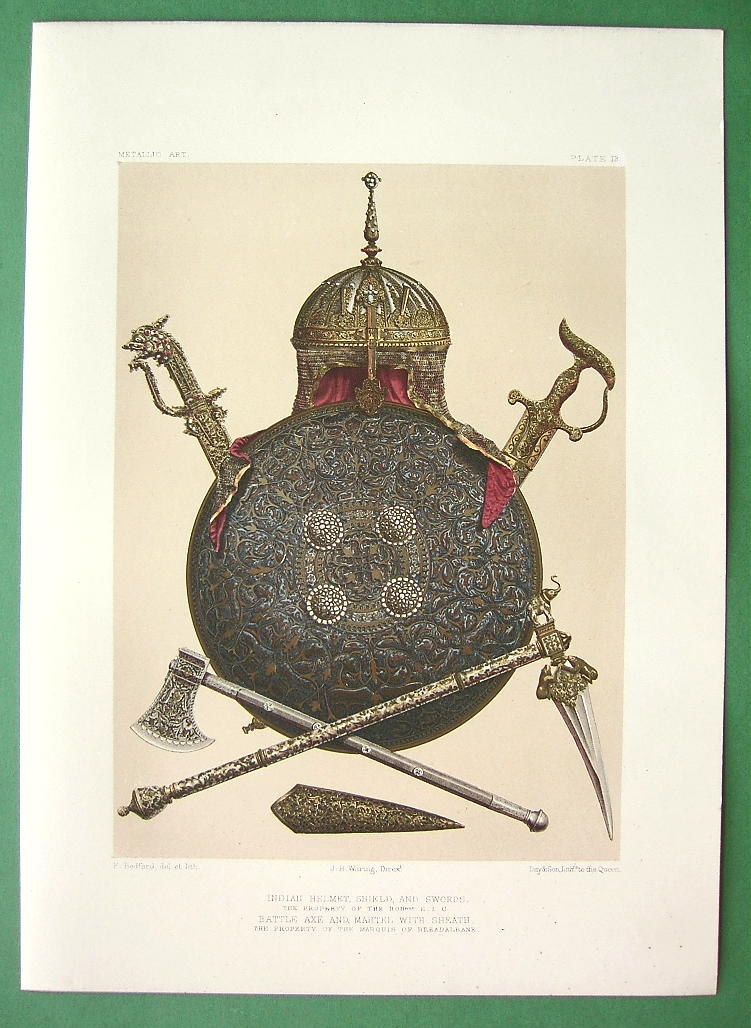
"Capacete, escudo e espadas indianos", uma gravura de Day and Sons, Londres, c. 1858.
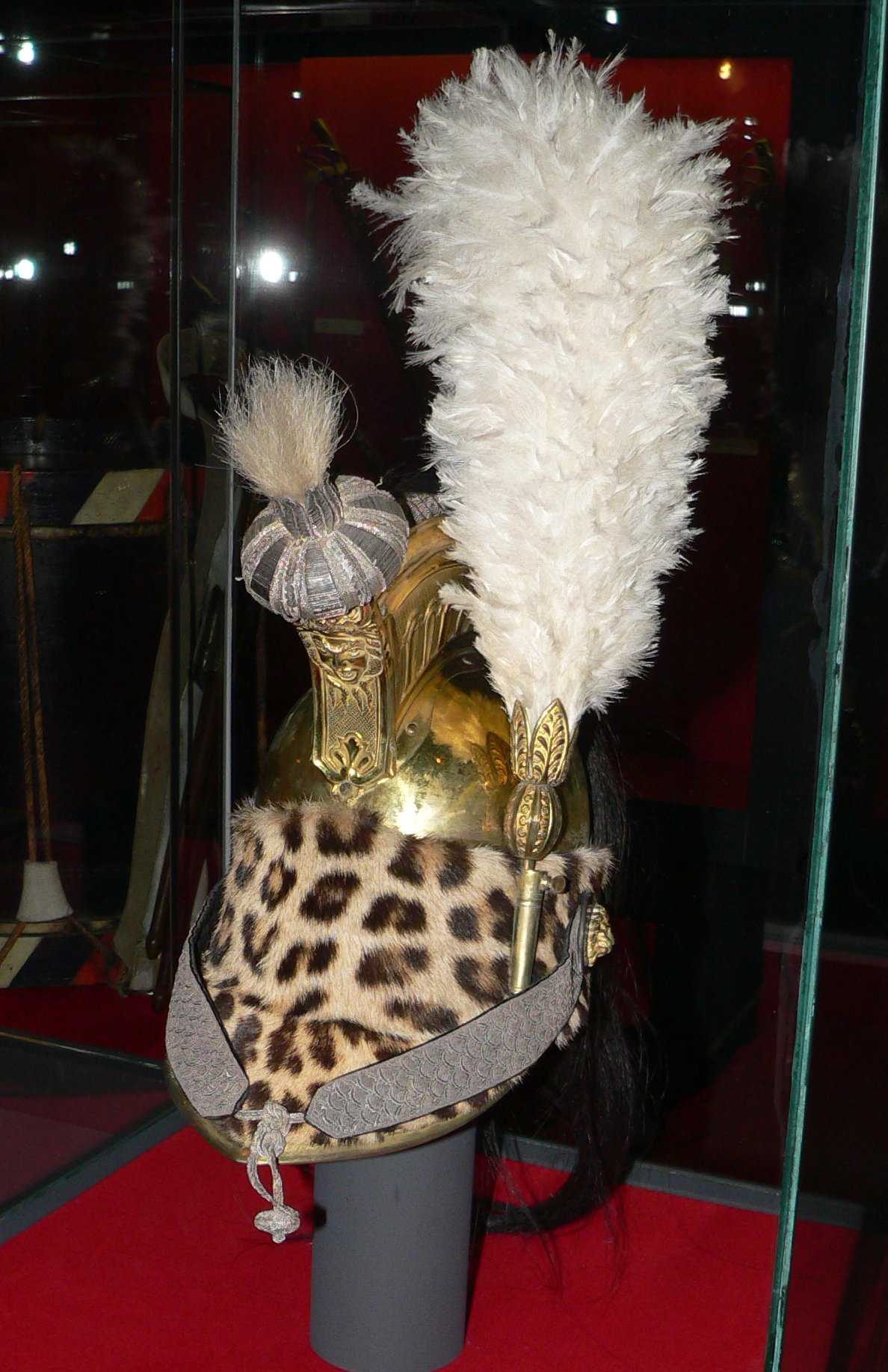
Um capacete de dragão de um oficial francês do início do século XIX.
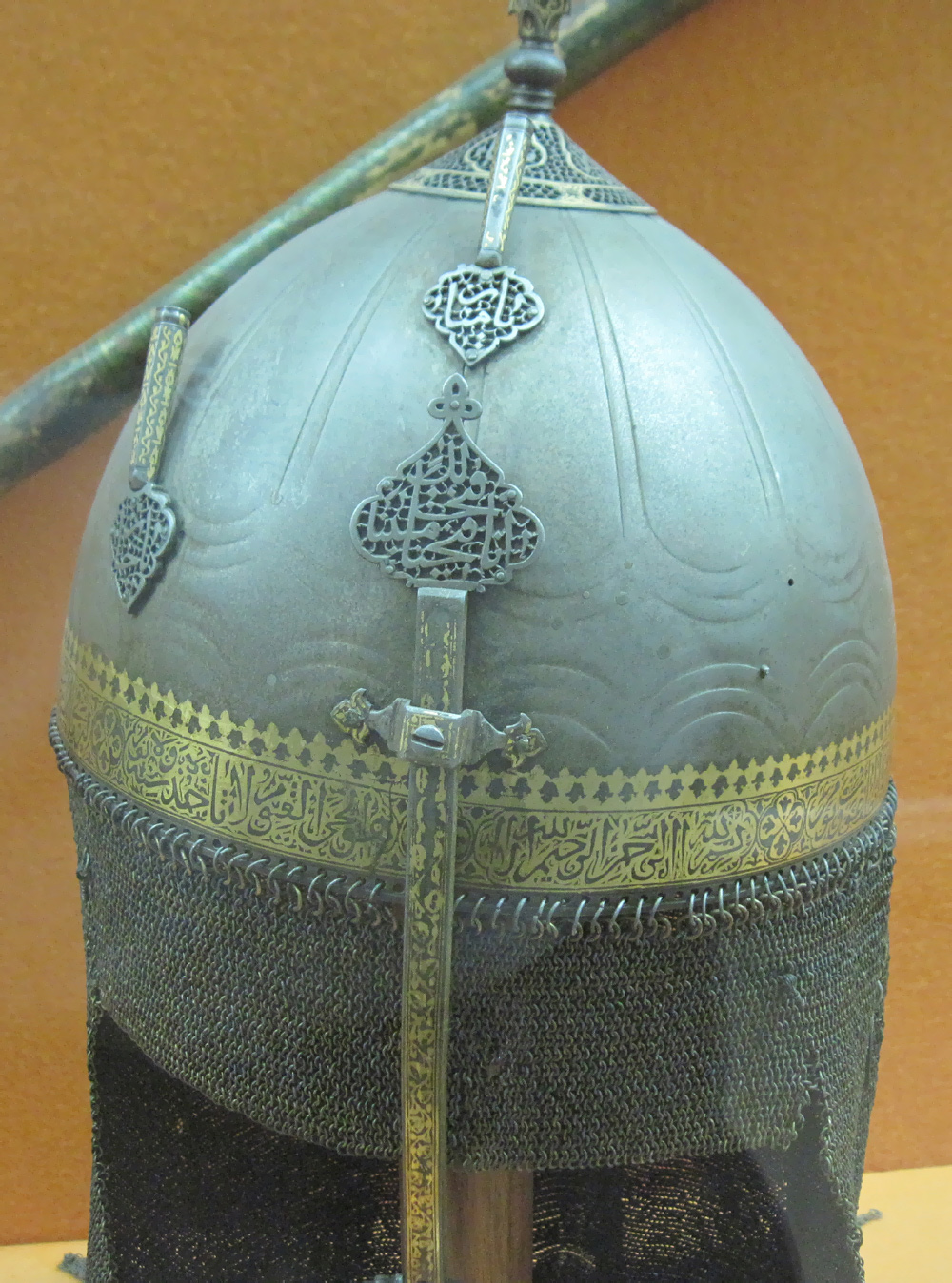
Capacete safávida do século XVII (exército safávida).

| Modelo                                          | Origem                       | Usuários |
| ----------------------------------------------- | ---------------------------- | --- |
| Armet                                           | Século XV                    | Europeus ocidentais. |
| Barbute                                         | Século XV                    | Estados italianos. |
| Bascinete                                       | c. 1300                      | Europeus. |
| Borguinhota                                     | c. 1600                      | Europeus, especialmente pelas milícias da Polônia e da Suíça. |
| Capacete de cauda de lagosta Capeline Zischägge | Final do século XVI          | Europeus durante o século XVII, incluindo a Guerra Civil Inglesa na Inglaterra e a Guerra dos Trinta Anos no Sacro Império Romano.                                                       |
| Cervelliere                                     | Final do século XIII         | Europeus cristãos nas Cruzadas durante o século XIV. |
| Elmo fechado                                    | Final do século XV           | Europeus. |
| Capacete de dragão                              | Final do século XVIII        | França. |
| Elmo cerrado                                    | Final do século XII          | Europeus ocidentais. |
| Capacete de justa                               | c. 1600                      | Europeus. |
| Grande elmo                                     | 1189                         | Europeus. |
| Bascinete com máscara                           | Século XIV                   | Europeus. |
| Kabuto                                          | c. 1600                      | Samurais, especialmente durante o século XVII do xogunato Tokugawa do período Edo, no Japão Medieval.                                                                                    |
| Chapéu de chaleira                              | Século XII                   | Comum em toda a Europa medieval. |
| Morrião                                         | Séculos XVI e início do XVII | Europeus, especialmente associados aos conquistadores espanhóis. |
| Elmo nasal                                      | Alta Idade Média             | Império Bizantino, mais tarde comum em toda a Europa. |
| Pickelhaube                                     | 1842                         | Especialmente pela Prússia e pelo Império Alemão e outros europeus até 1918. |
| Raupenhelm                                      | c. 1800–1870                 | Capacete de couro com crista alta usado principalmente pelo Reino da Baviera e pelo Reino de Württemberg.                                                                                |
| Sallet                                          | c. 1450                      | Europeus. |
| Secrete                                         | Século XVII                  | Europeus ocidentais. |
| Spangenhelm                                     | Século V                     | Ásia Central, Oriente Próximo e Europa; especialmente pelos citas, sármatas, persas e germânicos até o ano 1000.                                                                         |
| Capacete Tarleton                               | c. 1770–1800                 | Capacete de couro com crista e ponta usado pela cavalaria, infantaria leve e Artilharia Real Montada Britânica, França e Estados Unidos no final do século XVIII e início do século XIX. |
| Capacete de turbante                            | Século XIV                   | Império Otomano |
| Capacete de desfile Qing                        | Depois de 1655 até 1911      | China |
| Zischagge                                       | c. 1600–1780                 | Originário do Império Otomano; usado em toda a Europa. |

Ver também a listagem de chapéus em Componentes da armadura medieval.

## 1914–1980
| Modelo                                          | Imagem | Origem                       | Primeira emissão | Usuários |
| ----------------------------------------------- | ------ | ---------------------------- | ---------------- | --- |
| Capacete Adrian                                 |        | França                       | 1915, 1926       | França, Bélgica, Império Russo, Polônia, Forças Terrestres da Marinha Imperial Japonesa, Reino da Sérvia, Reino da Iugoslávia, EUA, URSS, Estado Livre Irlandês, Reino da Itália, República da China, Manchukuo, Peru, Finlândia, Romênia, México, Grécia, Uruguai, Tailândia, Brasil, República Popular da Ucrânia e República Popular Bielorrussa.                                            |
| Modèle 1951                                     |        | França                       | 1951             | França, Vietnã do Sul, África do Sul, Camboja, Laos, Líbano, Israel, Portugal e Rodésia. |
| Modèle 1978                                     |        | França                       | 1978             | França e Senegal. |
| Capacete Brodie                                 |        | Reino Unido                  | 1915, 1938       | Reino Unido, Canadá, EUA (1917–1942), Austrália, República da China, Paquistão, Polônia (Forças Armadas Polonesas no Ocidente), Estônia, Nova Zelândia, Sri Lanka, África do Sul, Índia, Holanda, Portugal, Luxemburgo, Filipinas, República Popular da Ucrânia, Governo Provisório da Índia Livre e República Russa.                                                                           |
| Capacete Zuckerman                              |        | Reino Unido                  | 1940             | "Capacete de Proteção Civil" |
| Capacete de Ferro para Tropas Aerotransportadas |        | Reino Unido                  | 1941             | Reino Unido, Canadá, Polônia (Forças Armadas Polonesas no Ocidente), Bélgica, Rodésia. |
| Capacete RAC                                    |        | Reino Unido                  | 1941             | Tripulações de veículos blindados: Reino Unido, Canadá, Polônia (Forças Armadas Polonesas no Ocidente), Bélgica |
| Capacete Mk III "Tartaruga"                     |        | Reino Unido                  | 1944             | Reino Unido e Canadá |
| Capacete Mk IV                                  |        | Reino Unido                  | 1945             | Reino Unido e Canadá |
| Stahlhelm                                       |        | Império Alemão               | 1916, 1917, 1918 | Império Alemão, República de Weimar, Alemanha Nazista, Estado Livre Irlandês, Polônia, Estônia, Letônia, Lituânia e Finlândia. |
| Stahlhelm M16                                   |        | Áustria-Hungria              | 1916             | Áustria-Hungria, Império Alemão, República de Weimar, Polônia, Áustria, Alemanha Nazista e Finlândia. |
| Stahlhelm M18 (guerra blindada)                 |        | Império Alemão               | 1918             | Império Alemão, Turquia e República de Weimar. |
| Stahlhelm M18 (Telefone ecavalaria)             |        | Império Alemão               | 1918             | Império Alemão, República de Weimar e Alemanha Nazista. |
| Stahlhelm M35                                   |        | Alemanha Nazista             | 1935             | Alemanha Nazista, República da China, China, Argentina, Chile, Colômbia, Bolívia, México, Estônia, Letônia, Lituânia, Polônia (Exército Interno). |
| Stahlhelm M40                                   |        | Alemanha Nazista             | 1940             | Alemanha Nazista, Finlândia, Estônia, Letônia, Lituânia, Polônia (Exército Interno). |
| Stahlhelm M42                                   |        | Alemanha Nazista             | 1942             | Alemanha Nazista, Hungria, Finlândia, Estônia, Letônia, Lituânia, Polônia (Exército Interno). |
| Capacete italiano M16 Lippmann                  |        | Reino da Itália              | 1916             | Itália e Espanha. |
| Capacete M31                                    |        | Itália Fascista              | 1931             | Itália. |
| Capacete M33                                    |        | Itália Fascista              | 1934             | Itália e Finlândia. |
| Capacete grego M1934/39                         |        | Itália Fascista              | 1939             | Grécia e Bulgária. |
| Capacete M42                                    |        | Itália Fascista              | 1942             | Itália. |
| Capacete M1917                                  |        | Estados Unidos               | 1917             | EUA e Filipinas. |
| Capacete M1                                     |        | Estados Unidos               | 1941             | EUA, México, Canadá, Áustria, Bélgica, Tchecoslováquia, Dinamarca, Alemanha Ocidental (1956-1992), Grécia, Holanda, Noruega, Paquistão, Polônia, Espanha, Turquia, República da China, Egito, Irã, Iraque, Coreia do Sul, Filipinas (1944–1991), Cingapura, Arábia Saudita, Tailândia, Austrália, Nova Zelândia, Guatemala, Argentina, Brasil, Chile, Peru, Venezuela, Uruguai e Vietnã do Sul. |
| Capacete M1918, Capacete M1918/40               |        | Suíça                        | 1918             | Suíça e Argentina. |
| Capacete M1971                                  |        | Suíça                        | 1971             | Suíça. |
| Capacete M1923                                  |        | Dinamarca                    | 1923             | Dinamarca. |
| Capacete M26/32                                 |        | Bélgica                      | 1926             | Bélgica e Luxemburgo. |
| Capacete M1926                                  |        | Suécia                       | 1926             | Suécia, Finlândia e Noruega. |
| Capacete M1937                                  |        | Suécia                       | 1937             | Suécia, Finlândia, Dinamarca e Estônia. |
| Capacete M1921                                  |        | Espanha                      | 1926 (?)         | Espanha. |
| Capacete M1926                                  |        | Espanha                      | 1930 (?)         | Espanha. |
| Capacete M1934                                  |        | Espanha                      | ?                | Espanha. |
| M1942 Modelo Z                                  |        | Espanha                      | ?                | Espanha. |
| M1942/79 Modelo Z                               |        | Espanha                      | ?                | Espanha. |
| Capacete M23/27, Capacete M34                   |        | Países Baixos                | 1928             | Holanda e Romênia. |
| Hełm wz. 28                                     |        | Polônia                      | 1928             | Polônia. |
| Hełm wz. 30                                     |        | Polônia                      | 1930             | Polônia. |
| Hełm wz. 31                                     |        | Polônia                      | 1931             | Polônia, Alemanha Nazista, União Soviética e Finlândia. |
| Hełm wz. 31/50                                  |        | Polônia                      | 1945             | Polônia. |
| Hełm wz. 50                                     |        | Polônia                      | 1950             | Polônia, Albânia, Egito, Síria, Iraque, Vietnã do Norte, Israel e Croácia. |
| Hełm wz. 63 (paraquedista)                      |        | Polônia                      | 1963             | Polônia, Alemanha Oriental e Iraque. |
| Hełm wz. 64                                     |        | Polônia                      | 1964             | República Popular da Polónia. |
| Hełm wz. 65                                     |        | Polônia                      | 1964             | República Popular da Polónia. |
| Hełm wz. 67                                     |        | Polônia                      | 1967             | Polônia, Egito, Ucrânia, Síria, Afeganistão. |
| Hełm wz. 70                                     |        | Polônia                      | 1967             | República Popular da Polónia. |
| Capacete M1928                                  |        | Irlanda                      | 1928             | Irlanda. |
| Capacete M31                                    |        | Suécia                       | 1931             | Noruega. |
| Tipo 90 (também chamado: Tipo 30–32, Tipo 92)   |        | Japão                        | 1931             | Japão, Tailândia e China. |
| Tipo 66                                         |        | Japão                        | 1966             | Variante do capacete M1 usado por alguns elementos das Forças Terrestres da Forças de Autodefesa do Japão. |
| Capacete M32                                    |        | Tchecoslováquia              | 1932             | Tchecoslováquia, Alemanha Nazista, Protetorado da Boêmia e Morávia, República Eslovaca e Finlândia. |
| Capacete M53                                    |        | Tchecoslováquia              | 1953             | Tchecoslováquia. |
| Capacete M35                                    |        | Reino da Hungria             | 1935             | Hungria. |
| Capacete M38                                    |        | Reino da Hungria             | 1938             | Hungria e Finlândia. |
| Capacete M50                                    |        | República Popular da Hungria | 1950             | Hungria. |
| Capacete M70                                    |        | República Popular da Hungria | 1970             | Hungria. |
| SSh-36                                          |        | União Soviética              | 1936             | União Soviética. |
| SSh-39                                          |        | União Soviética              | 1939             | União Soviética e Polônia. |
| SSh-40                                          |        | União Soviética              | 1940             | União Soviética (Pacto de Varsóvia), Polônia, República Popular da China, Coreia do Norte, Vietnã do Norte, Finlândia e Afeganistão. |
| SSh-60                                          |        | União Soviética              | 1960             | União Soviética (Pacto de Varsóvia) e Afeganistão. |
| SSh-68                                          |        | União Soviética              | 1968             | União Soviética (Pacto de Varsóvia), Afeganistão, Síria (Exército Russo, Exército do Afeganistão, Exército Armênio, Exército do Azerbaijão, Exército da Bielorrússia, Exército da Geórgia, Exército da Moldávia, Exército da Nicarágua, Filipinas (reservistas do Exército), Exército Sírio, Exército da Ucrânia, Exército do Uzbequistão e Exército do Vietnã.                                 |
| Capacete M36                                    |        | Reino da Bulgária            | 1936             | Bulgária. |
| Capacete M1940                                  |        | Portugal                     | 1940             | Portugal. |
| Capacete M42 Duperite (paraquedista)            |        | Austrália                    | 1942             | Austrália. |
| Mº 44 E.T.A. de Paracaidista                    |        | Argentina                    | 1944             | Argentina. |
| M63 Staaldak                                    |        | África do Sul                | 1963             | Rodésia e África do Sul. |
| Capacete Mk II talker                           |        | Estados Unidos               | 1942             | Estados Unidos. |

## 1980–presente
| Modelo                                                     | Imagem | Origem                     | Primeira emissão           | Usuários | Notas |
| ---------------------------------------------------------- | ------ | -------------------------- | -------------------------- | --- | --- |
| 6B26                                                       |        | Rússia                     | 2006                       | Forças Armadas da Rússia | Parte do sistema de infantaria Ratnik. |
| 6B27                                                       |        | Rússia                     | 2006                       | Forças Armadas da Rússia | Parte do sistema de infantaria Ratnik. |
| 6B28                                                       |        | Rússia                     | 2006                       | Tropas Aerotransportadas da Russa | Parte do sistema de infantaria Ratnik. |
| 6B47                                                       |        | Rússia                     | 2013                       | Forças Armadas da Rússia, Exército Sírio | Parte do sistema de infantaria Ratnik. |
| 6B7                                                        |        | Rússia                     | 1998                       | Forças Armadas da Rússia, Exército Sírio | Este capacete e suas variantes são o equipamento padrão do exército russo e também estão substituindo capacetes mais antigos, como o SSh-68; parte do sistema de infantaria Ratnik. |
| 6B7-1L                                                     |        | Rússia                     |                            | Exército Russo e Marinha Russa | Parte do sistema de infantaria Ratnik. |
| Advanced Combat Helmet (ACH)                               |        | Estados Unidos             | 2002                       | Exército dos Estados Unidos | Desenvolvido a partir do Capacete Modular de Comunicações Integradas. |
| ASELSAN ZAMBAK                                             |        | Turquia                    | 2012                       | Forças Armadas e Gendarmaria Turcas | |
| BH A-140/150                                               |        | Paquistão                  |                            | Forças Armadas do Paquistão | Capacetes balísticos GIDS. O BH A-140 pesa 1,36 kg, enquanto o BH A-150 pesa 1,50 kg. |
| Capacete BK-3                                              |        | Croácia                    |                            | Exército Croata, Exército Sueco, Exército Alemão, Exército Kuwaitiano, Exército Francês, Exército de Singapura, Exército de Israel, Exército da Arábia Saudita, Forças Armadas Polonesas, Exército Australiano, Forças Armadas Turcas, Exército Tcheco, Exército Búlgaro, Exército dos Emirados Árabes Unidos, Forças Armadas Lituanas, Exército Mexicano, Exército Espanhol, Exército Paquistanês, Exército Malaio, Exército da Arábia Saudita, Exército Finlandês, Exército Nacional da Colômbia, Forças Armadas da República do Cazaquistão, Exército Indonésio, Exército Italiano, Forças Armadas da Hungria, Forças Armadas da República Argentina, Exército de Libertação Popular e pelas forças policiais dos seguintes países: Croácia, Turquia, Reino Unido, Espanha, Macedônia do Norte, Egito, Rússia, Arábia Saudita, Turquia, Colômbia, Itália, Ucrânia, pela Argentina e pelo comitê de desminagem da ONU. | Capacete estilo Gefechtshelm M92, produzido pela Šestan-Busch, feito de fibra de aramida, com nível de proteção antibalística IIIA, conforme NIJ 0106.01, e proteção antibalística v50≥ 650 m/s, conforme STANAG 2920. Assim como o M92 alemão, o BK-3 vem com uma tira de queixo de três pontos. O BK-3 substituiu o Šestan-Busch BK-9, a primeira versão croata do Gefechtshelm M92, exceto pelo sistema de suspensão PASGT original dos EUA. |
| BK-6                                                       |        | México                     |                            | Exército Mexicano | Capacete de Kevlar, adotado na década de 2000 e usado em conjunto com a função de suplementação do PASGT. – Capacete importado. |
| BK-ACH Helmet                                              |        | Croácia                    |                            | Exército Croata | Capacete em formato ACH produzido pela Šestan-Busch, alternativa ao BK-3. |
| CABAL II                                                   |        | Argentina                  |                            | Infantaria do Exército Argentino | Capacete balístico estilo PASGT M-6 para Infantaria Argentina. Aprovado pelo CITEFA NIJ Nível II de acordo com os padrões atualmente no estágio R3B, certificado pela MIL-Std 662 E. No entanto, não foi emitido em larga escala. |
| Capacete Combate Ballistico (CCB)                          |        | Brasil                     |                            | Forças Armadas Brasileiras | Capacete US PASGT em duas versões: Polímero e Kevlar. |
| CG634                                                      |        | Canadá                     | 1997                       | Forças Canadenses | Variante canadense do capacete francês Gallet F2 SPECTRA, semelhante ao capacete MICH 2000/ACH do Exército dos EUA (por não ter viseira), mas com o sistema de suspensão do capacete PASGT dos EUA/F2 francês. Lançado em 1997. |
| Capacete de Combate Cobra Plus                             |        | Estados Unidos             | 2013                       | Exército dinamarquês e forças britânicas | |
| Enhanced Combat Helmet                                     |        | Israel                     | 2004 (Austrália) 2009 (NZ) | Força de Defesa Australiana, Força de Defesa da Nova Zelândia | O modelo RBH 303AU foi fabricado especialmente para a ADF, substituindo o capacete M91 PASGT. Capacete estilo MICH 2000 fabricado pela Rabintex, Israel. Foi adotado pela NZDF de 2009 a 2019. |
| Enhanced Combat Helmet (ECH)                               |        | Estados Unidos             | 2012                       | | Projetado como uma atualização do Capacete de Combate Avançado. Utiliza termoplásticos em vez de fibras balísticas. |
| EXFIL Ballistic Helmet                                     |        | Estados Unidos             | 2016                       | Força de Defesa Australiana | O Capacete de Combate em Camadas (TCH) faz parte do Conjunto de Combate do Soldado e inclui um sistema de trilhos exclusivo e um suporte de visão noturna. |
| Gefechtshelm Schuberth B826 (M92)                          |        | Alemanha                   | 1992                       | Bundeswehr, Polícia Federal Austríaca, Sistema de suspensão baseado em capacete M1 da Força de Defesa do Bahrein, Exército Belga, Exército Tcheco sob licença como Petris P-3001, Exército Dinamarquês, Exército Holandês, Forças de Defesa da Estônia, Exército Norueguês e Forças Armadas Suíças | Capacete tipo PASGT com aba inclinada, em vez da aba definida do capacete PASGT dos EUA. Possui um sistema de fixação com tiras de 3 pontos. |
| Gefechtshelm Schuberth B828 Airborne and B828 Tactical Cut |        | Estados Unidos             |                            | Uso limitado pelos paraquedistas da Bundeswehr, como Fallschirmjäger, Forças Armadas Especializadas com Competência Básica Estendida para Operações Especiais e Comando de Forças Especiais (KSK) | Capacetes tipo MICH 2000 e MICH 2001. |
| GK80                                                       |        | República Popular da China |                            | Exército Popular de Libertação, Albânia | |
| GOLFO                                                      |        | Chile                      |                            | Forças Armadas do Chile | Capacete chileno derivado do PASGT. O capacete é fabricado localmente pela Baselli Hermanos S.A. em Kevlar e foi lançado em 2000. É capaz de deter um projétil de 9x19 mm a 310 m. |
| Hełm wz. 2005                                              |        | Polônia                    | 2005                       | Forças Armadas Polonesas, Forças Armadas da Ucrânia | Complementando o antigo capacete Helm wz. 93, atualmente em uso, do tipo PASGT. A versão de 2005, fabricada pela MASKPOL, vinha com uma tira de queixo de 4 pontos. O capacete anterior, Helm Wz.2000, vinha com uma tira de queixo de 3 pontos. A aba do capacete se aproxima mais do capacete PASGT original dos EUA do que de outras variantes europeias, pois a aba tem mais a borda do PASGT do que a aba inclinada do estilo europeu. |
| Hełm wz. 2000                                              |        | Polônia                    | 2000                       | Forças Armadas Polonesas, Forças Armadas da Ucrânia | |
| Hełm wz. 93                                                |        | Polônia                    | 1993                       | Forças Armadas Polonesas, Forças Armadas da Ucrânia, Forças Armadas da Armênia | Sendo substituído pelo Helm wz. 2005. |
| Hjälm 90                                                   |        | Suécia                     |                            | Forças Armadas Suecas | |
| Hjelm Cato                                                 |        | Noruega                    | Early 2000s                | Forças Armadas Norueguesas | Semelhante ao Hjalm 90 sueco. |
| Integrated Head Protection System                          |        | Estados Unidos             | 2019                       | Exército dos EUA | Parte do Sistema de Proteção ao Soldado do Exército dos EUA (SPS). |
| KASDA                                                      |        | Israel                     |                            | Forças de Defesa de Israel, Exército da Guatemala | |
| Kyung Chang Industry (KCI)                                 |        | Coreia do Sul              |                            | Forças Armadas da República da Coreia | Capacete tipo PASGT. |
| Kolpak 2                                                   |        | Rússia                     |                            | Exército Russo | |
| Lightweight Helmet (LWH)                                   |        | Estados Unidos             |                            | Corpo de Fuzileiros Navais dos Estados Unidos | Capacete estilo PASGT com sistema de cinta de retenção de quatro pontos e sistema de proteção de cabeça com velcro. Também usado pela NZDF desde os anos 2000. |
| LShZ 1+                                                    |        | Rússia                     | 2012                       | Forças Especiais Russas, FSB, Exército Sírio | |
| M02 Composite Helmet                                       |        | Finlândia                  |                            | Forças de Defesa Finlandesas | Capacete estilo PASGT atualizado, substituindo o capacete M/92 Komposiittikypärä estilo Fechthelm M92. |
| Capacete M76                                               |        | Reino Unido                | 1976                       | Forças Armadas Britânicas, Paraquedistas e Unidades Aerotransportadas | |
| Capacete M80 Bangtan                                       |        | Iraque                     | 1980                       | Exército Iraquiano | Cópia de plástico e tecido do capacete M1, desenvolvido durante o governo de Saddam Hussein no Iraque. Uso limitado no exército iraquiano moderno. |
| Capacete M80/03                                            |        | Iraque                     | 1980                       | Exército Iraquiano | Variante melhorada e mais forte do capacete M80, esta versão tem uma capa distinta |
| Capacete M83                                               |        | África do Sul              | 1983                       | Paraquedistas do Exército Sul-Africano | Variante do capacete OR-201. |
| Capacete M87                                               |        | África do Sul              | 1987                       | Exército da África do Sul | Semelhante ao capacete PASGT Kevlar dos EUA, substituindo o capacete de estilo israelense anterior em uso desde a década de 1980. |
| Capacete M90                                               |        | Iraque                     |                            | | Outra cópia iraquiana do capacete M1, diferente do capacete M80, o capacete M90 é feito puramente de plástico. |
| Capacete M91                                               |        | Austrália                  |                            | Força de Defesa da Austrália | Capacete de Kevlar estilo PASGT. Fabricado pela RBR Armour Systems Pty Ltd (Austrália), lançado em 1991. O capacete PASGT australiano era idêntico ao capacete PASGT americano, com exceção de uma tira de queixo de três pontos, muito semelhante à tira de queixo do B826 Gefechsthelm alemão. Foi substituído em 2004 pelo capacete Australian Enhanced Combat, de fabricação israelense. |
| M/92 Komposiittikypärä (também conhecido como K-92)        |        | Finlândia                  |                            | Forças de Defesa Finlandesas | Capacete PASGT estilo M92, mas com sistema de suspensão estilo PASGT dos EUA. Substituído no início dos anos 2000 pelo capacete M/02, estilo PASGT-Hjelm. |
| MARTE                                                      |        | Espanha                    | 1985                       | Forças Armadas Espanholas, Fuzileiros Navais da Marinha Espanhola | Versões I a IV, capacete MARTE IV de Kevlar, atualmente utilizado pelas Forças Armadas Espanholas. Semelhante ao PASGT, capacete tipo MICH, que o substituiu nos Fuzileiros Navais da Marinha. |
| Mile Dragić M-05                                           |        | Sérvia                     | 2005                       | Forças Especiais Sérvias | Capacete tipo MICH |
| Mile Dragić M-97                                           |        | Sérvia                     | 1997                       | Exército Sérvio | Capacete tipo PASGT |
| M91 Eurokompozit                                           |        | Macedônia do Norte         | 1992                       | Exército da Macedônia do Norte, Polícia da Macedônia do Norte | Versão macedônia do capacete PASGT. Produzido pela 11 Oktomvri Eurokompozit a.d. Prilep. |
| M89 Eurokompozit                                           |        | Macedônia do Norte         | 1992                       | Exército da Macedônia do Norte, Polícia da Macedônia do Norte | Versão macedônia do M59/89 JUŠ iugoslavo. Produzido pela 11 Oktomvri Eurokompozit a.d. Prilepo. |
| Capacete Mk. 6                                             |        | Reino Unido                |                            | Forças Armadas Britânicas | Sendo substituído pelo capacete Mk. 7. |
| Capacete Mk. 7                                             |        | Reino Unido                |                            | Forças Armadas Britânicas | |
| MUKUT                                                      |        | Índia                      |                            | Forças Armadas Indianas | Capacete de Kevlar tipo Advanced Combat Helmet (ACH) fabricado pela MKU. |
| MICH TC-2000                                               |        | Estados Unidos             |                            | Operações especiais – Exército dos Estados Unidos | Desenvolvido para uso em operações especiais e se tornou a base para o Capacete de Combate Avançado. |
| MICH TC-2001                                               |        | Estados Unidos             |                            | Operações especiais – Exército dos Estados Unidos | Versão "corte alto" do MICH 2000. Ele remove toda a proteção auricular, permitindo o uso de capacete. |
| MICH TC-2002                                               |        | Estados Unidos             |                            | Operações especiais – Exército dos Estados Unidos | "Corte Gunfighter", que eleva a área ao redor das orelhas em cerca de 1/2", permitindo o uso de uma gama maior de fones de ouvido e correspondendo aproximadamente ao perfil dos capacetes de skate e de águas bravas usados anteriormente pelas forças especiais. |
| MPC-1                                                      |        | Eslovênia                  |                            | | Variante do capacete OR-201. |
| NP Aerospace AC200/650                                     |        | Grécia                     |                            | Unidade de Forças Especiais do Exército Helênico, Marinha Helênica e Força Aérea Helênica | – Capacete tipo Gefechshelm. – O Exército, a Marinha e a Força Aérea Helênica usam principalmente o PASGT. |
| Ops-Core FAST Helmet                                       |        | Estados Unidos             | 2009                       | Operações especiais dos Estados Unidos, SWAT e forças policiais dos Estados Unidos, Bundeswehr alemã, Forças Armadas norueguesas, Força de Defesa australiana, Polícia Federal australiana e outras | |
| OR-201                                                     |        | Israel                     | 1976                       | Forças de Defesa de Israel, algumas unidades das forças especiais do Exército Indiano, Força de Defesa Irlandesa, Líbano (Forças Libanesas, Exército do Sul do Líbano, Hezbollah, Exército Libanês), Exército Hondurenho, Exército Guatemalteco, Exército Peruano, Exército Romeno, Nicarágua (Guarda Nacional e Polícia), Portugal (Corpo de Fuzileiros Navais Português), Força de Defesa Sul-Africana, Exército Chileno (1º Batalhão de Paraquedistas "Pelantaru" (1º Batallón de Paracaidistas "Pelantaru")), Sri Lanka e outros países. | |
| Capacete Patka                                             |        | Índia                      |                            | Forças Armadas Indianas | Capacete de fabricação local. Pode resistir a projéteis de AKM de 7,62mm. |
| Capacete PASGT                                             |        | Estados Unidos             | 1983                       | Militares dos Estados Unidos, Exército Argentino, Exército Mexicano, Força de Defesa da Nova Zelândia, Iraque, Costa Rica | Lançado pela primeira vez em 1983 para substituir o capacete M1. Antigo capacete de Kevlar usado pelo Exército, Corpo de Fuzileiros Navais e Marinha dos Estados Unidos. Usado pela Força Aérea dos EUA, mas está sendo descontinuado pela Força Aérea dos EUA (ACH). Adotado pelas Forças Armadas Mexicanas na década de 1990 para substituir o capacete M1. Substituiu o capacete M1 do exército argentino e foi modificado com interiores acolchoados. Os capacetes PASGT fabricados nos EUA pela UNICOR substituíram o capacete M1 da Nova Zelândia na década de 2000. O PASGT da Nova Zelândia era uma cópia do capacete leve do Corpo de Fuzileiros Navais dos EUA, pois compartilhava o sistema de retenção de 4 pontos e o sistema de almofadas na cabeça. |
| QGF02                                                      |        | República Popular da China | 1994                       | Exército de Libertação Popular | |
| QGF03                                                      |        | República Popular da China | 2005                       | Exército de Libertação Popular | |
| QGF11                                                      |        | República Popular da China |                            | Exército de Libertação Popular | |
| RBH303IE                                                   |        | Irlanda                    |                            | Força de Defesa Irlandesa | Variante do capacete Enhanced Combat Helmet (Austrália), fabricado pela Rabintex. |
| Savar SVRH01                                               |        | Turquia                    |                            | Forças Armadas e Comando-Geral da Gendarmaria Turcas | Baseado no PASGT. |
| Savar SVRH02                                               |        | Turquia                    |                            | Forças Armadas Turcas e Direção-Geral de Segurança | Baseado no MICH. |
| SBH 400                                                    |        | Paquistão                  |                            | Forças Armadas do Paquistão | Capacetes resistentes a Magnum produzidos pela GIDS. |
| Sistema Compositi SEPT-2 PLUS                              |        | Itália                     |                            | Forças Armadas Italianas | |
| Sistema Compositi SUPERUBOTT                               |        | Itália                     |                            | Unidades Especiais (particularmente GIS) da comunidade policial italiana | |
| F2 SPECTRA                                                 |        | França                     | 1992                       | Exército dinamarquês, exército francês, exército canadense, exército austríaco, exército de Bangladesh, exército de Malta, exército real marroquino, forças terrestres ucranianas e forças de manutenção da paz das Nações Unidas | Capacete no formato PASGT produzido pela Gallet, da França, lançado no início da década de 1990. "Spectra" é o nome comercial de um tipo de fibra resistente, não o nome real do capacete. Ao contrário da maioria dos outros capacetes europeus no estilo PASGT, a aba do F2 tem a mesma borda definida do capacete PASGT original dos EUA, enquanto outros capacetes europeus no estilo PASGT (como o alemão M92 e o croata BK-3) tendem a ter uma aba inclinada. |
| STSh-81                                                    |        | União Soviética            | 1981                       | | Capacete de titânio. |
| Tipo 88                                                    |        | Japão                      |                            | Forças de Autodefesa do Japão | Capacete tipo PASGT. |